# Prefettura apostolica di Labateca
La prefettura apostolica di Labateca (in latino: Praefectura Apostolica de Labateca) è una sede soppressa della Chiesa cattolica in Colombia.

## Territorio
La prefettura apostolica di Labateca comprendeva un territorio di 13.000 km² nel nord-est della Colombia. Nel 1950 era suddivisa in 3 parrocchie ed aveva 6 sacerdoti.

## Storia
La prefettura apostolica di Labateca venne eretta 15 giugno 1945 da papa Pio XII con la bolla Ecclesiarum omnium, con territorio ricavato dalla diocesi di Nueva Pamplona e dalla prefettura apostolica di Arauca. Il compito di evangelizzare questo territorio fu affidato ai missionari dell'Istituto per le missioni estere di Yarumal.
Il 29 maggio 1956, la prefettura apostolica Labateca venne de facto soppressa dal medesimo papa e il territorio venne diviso tra le diocesi di Nueva Pamplona e di Cúcuta e la prefettura apostolica di Arauca (oggi diocesi).
L'unico prefetto apostolico è stato Luís Eduardo García Rodríguez.

## Cronotassi dei prefetti apostolici
- Luís Eduardo García Rodríguez, M.X.Y. † (25 giugno 1945 - 31 luglio 1956 nominato prefetto apostolico di Arauca)

## Statistiche
| anno | popolazione | popolazione | popolazione | presbiteri | presbiteri | presbiteri | presbiteri                | diaconi | religiosi | religiosi | parrocchie |
| anno | battezzati  | totale      | %           | numero     | secolari   | regolari   | battezzati per presbitero | diaconi | uomini    | donne     | parrocchie |
| ---- | ----------- | ----------- | ----------- | ---------- | ---------- | ---------- | ------------------------- | ------- | --------- | --------- | ---------- |
| 1950 | ?           | ?           | ?           | 6          | -          | 6          | ?                         |         | 9         | 12        | 3          |